# Diretrizes das Nações Unidas para a Prevenção da Delinquência Juvenil
Adotada e proclamada pela Assembleia Geral da Organização das Nações Unidas, a Resolução n° 45/112, de 14 dezembro de 1990, também é conhecida como Diretrizes de Riad ou Riade, ou ainda "Princípios orientadores para a prevenção da delinquência juvenil". Trata-se de um instrumento internacional a de elevado interesse social de natureza não cogente. Como não possui natureza de tratado, as Diretrizes não passam por processo de internalização ao ordenamento jurídico nacional.

Segundo  Luís Roberto Barroso:
são um conjunto abrangente de princípios e recomendações que destacam a importância de uma abordagem holística, que envolva toda a sociedade, começando pelo desenvolvimento harmonioso de crianças e adolescentes. As chamadas Diretrizes de Riad enfatizam que programas preventivos devem se concentrar no bem-estar desde a infância, incentivando a participação ativa dos adolescentes na sociedade e propõe que a privação de liberdade seja usada como último recurso.

## Proteção à infância
O instrumento internacional é parte de uma série de documentos da ONU na proteção da criança, entendida como a pessoa em desenvolvimento com menos de 18 anos completos, isto é, aquela que não alcançou a maioridade. Pode-se destacar a Convenção sobre os Direitos da Criança e as Regras de Pequim.
O instrumento tem como premissas o grande número de crianças abandonadas, maltratadas, expostas ao abuso de drogas, marginalizadas e expostas a risco social, bem como os benefícios das medidas progressistas para a prevenção da delinquência e para o bem-estar da comunidade (por exemplo, o acesso à educação gratuita).

## Estrutura
São 64 diretrizes, divididas em 7 partes: 
- i. Princípios fundamentais (diretrizes 1 a 5): prevê como pilar do sistema de prevenção à delinquência infanto-juvenil o reconhecimento dos programas sociais de prevenção de delinquência desde a primeira infância; o entendimento de que o comportamento indesejado também faz parte do processo de amadurecimento da pessoa; a estigmatização favorece que este jovem passe a ser um adulto infrator.
- ii. Efeitos das diretrizes (diretrizes 6 e 7): a interpretação deve ser realizada em conjunto com outros documentos internacionais e aplicada de acordo com o contexto de cada Estado.
- iii. Prevenção geral (diretriz 8): dispõe a necessidade de os Estados apresentarem planos gerais em todos os níveis de governo, tendo como base a realidade estrutural já existente, assim como as autoridades e os programas de prevenção já atuantes, para realização de estratégias e prognósticos com vistas a diminuir a delinquência juvenil.
- iv. Processos de socialização (diretrizes 9 a 43): compõe a maior parte do documento, prevê a dinâmica da delinquência com os círculos sociais das crianças e adolescentes. É necessário que a família, as entidades públicas ou privadas de educação, a comunidade e os meios de comunicação tratem a juventude de forma positiva, atuando de maneira justa e acolhedora.
- v. Política social (diretrizes 44 a 49): os Estados possuem o dever de máxima prioridade na prestação eficaz de serviços, em especial saúde, nutrição e moradia. O Estado somente intervirá em casos excepcionais, como abuso infantil e abandono.
- vi. Legislação e administração da justiça da infância e da adolescência (diretrizes 50 a 57): o papel primordial é o fomento e a proteção de direitos e bem-estar da criança e adolescente, vedando sua vitimização e o uso indevido de drogas. Nenhum menor poderá ser punido por algo que um adulto também não seria punido (por exemplo, não é possível a intervenção judicial contra o bullying se não houver previsão geral proibindo a conduta também para adultos). É necessário que exista alguma instituição de proteção infantil (como o Conselho Tutelar no Brasil) e de defesa jurídica (como a Defensoria Pública no Brasil).
- vii. Pesquisa, adoção de políticas e coordenação (diretrizes 58 a 64): os setores sociais atuarão em planos nacionais, regionais e internacionais, em especial com o sistema da ONU.